# Superstrada S6
La superstrada S6 (in polacco droga ekspresowa S6) è una superstrada polacca che è stata progettata per percorrere il tratto che va dall'autostrada A6 vicino a Stettino, attraverso Goleniów nella Pomerania Occidentale fino a Danzica, parallelamente alla costa baltica, formando il collegamento principale tra le città di Danzica e Stettino. Fa parte della strada europea E28.
Nel 2024, sono state aperte al traffico le sezioni da Stettino a Koszalin (compresa la tangenziale di Koszalin) e da Bożepole Wielkie a Danzica. La parte rimanente, da Koszalin a Bożepole Wielkie, è in fase di costruzione che comprende l'aggiunta della seconda carreggiata all'attuale unica carreggiata della circonvallazione di Słupsk.
Al completamento dei contratti in corso, previsto per la fine del 2025, la A6/S6 sarà aperta su tutto il suo percorso previsto dal confine tedesco a Danzica. Successivamente, sarà costruito un nuovo tracciato della S6 per formare la circonvallazione occidentale di Stettino, fornendo un'alternativa parallela all'attuale percorso della A6 e della S6 a sud-est di Stettino.

## Storia
Dopo la Prima Guerra Mondiale, l'associazione tedesca HaFraBa aveva già predisposto un progetto per la costruzione di un'autobahn lungo il percorso tra Berlino e il Corridoio Polacco, fino alla Città Libera di Danzica e alla Prussia Orientale (oggi informalmente nota come Berlinka). La costruzione fu spinta dalle autorità naziste dopo il 1933 come una Reichsautobahn extraterritoriale attraverso il Corridoio polacco della Polonia prebellica, più a sud di quanto previsto dall'attuale superstrada S6, ma la strada non fu mai completata.
La prima sezione della S6 costruita è stata la Obwodnica Trójmiejska (Tangenziale di Trecittà) da Danzica a Gdynia, lunga 38,6 km, seguita dalla sezione tra Stettino e Goleniów, entrambe negli anni Settanta. La parte successiva della S6 ad essere aperta è stata la circonvallazione di Słupsk, lunga 16,3 km, completata nell'ottobre 2010. La circonvallazione di Nowogard è stata completata nel dicembre 2011, mentre il resto della sezione tra Stettino e Koszalin è stato aperto nel 2019.
Nel luglio 2010 è stato ultimato il percorso tra Goleniów e Słupsk. Lungo circa 180 km e passerà appena a sud di Kołobrzeg e poi a nord di Koszalin. La strada sarà a doppia carreggiata, con 27 svincoli e 130 viadotti, e circa il 20% di essa si sovrapporrà all'attuale percorso della Strada Nazionale 6 (DK6). A causa di dubbi sul finanziamento, l'inizio dei lavori non è iniziato prima del 2020, ma il calendario è stato successivamente accelerato. Le gare d'appalto per la progettazione e la costruzione del tratto tra Goleniów e Koszalin sono state annunciate nell'agosto 2014, con un completamento previsto al 2018.